# 牧組
牧組（牧組）位於兵庫縣姫路市本部的設置，日本的黑社會指定暴力團之一 六代目山口組旗下的3次團體。隸屬上部團體為大石組。
原三代目山口組的湊組系列、以及三代目晩年的直參菅原組的若頭。在菅原組解散時在竹中組影響下，加入大石組任舍弟頭要職。

## 最高幹部
- 組長・牧 敏夫（大石組舍弟頭）